# Покровский собор (Харьков)
Собо́р Покрова́ Пресвято́й Богоро́дицы (укр. Собор Покрови Пресвятої Богородиці) — приходский православный храм в Харькове, Харьковской епархии Украинской православной церкви, во имя Покрова Пресвятой Богородицы. Находится в Покровском монастыре. Самое старое сохранившееся здание города (1689). Адрес: ул. Университетская, 8.

## Описание

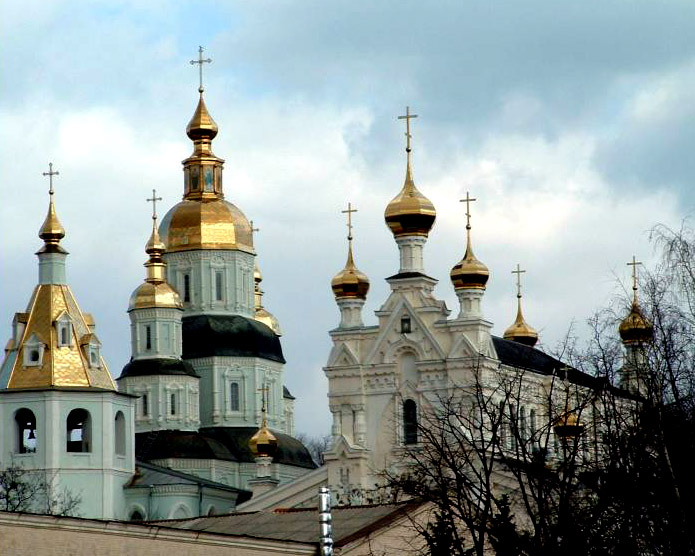
Покровский собор с колокольней и Озерянская церковь (справа)

Покровский собор — ценный памятник украинской архитектуры второй половины XVII века. Это барочная трёхкупольная («трёхбанная») церковь, установленная на характерном для русской церковной архитектуры тёплом зимнем храме. Верхняя, холодная церковь окружена галереей — «опасанням» — и объединялась «гульбищем» с шатровой колокольней. Узорные кирпичные наличники соседствуют с многопрофильными карнизами с небольшим выносом, пояс прямоугольных впадин дополняется изображениями солнца. Гармоничность вырастающих друг из друга объёмов, легко возносящихся вверх, соседствует с суровыми, тяжёлыми формами колокольни, напоминающей крепостную башню.

## История
Каменное здание Покровского собора было построено казаками за пределами тогдашних границ Харьковской крепости, вблизи её северной стены, в 1689 году — взамен деревянной церкви во имя Покрова Пресвятой Богородицы (известной ещё с 1659 года). В том же 1689 году храм освящён митрополитом Белоградским и Обоянским Авраамием.

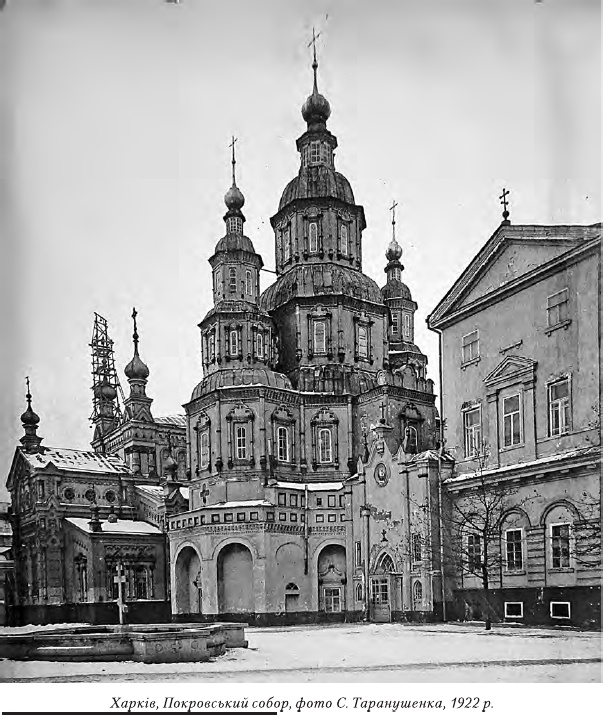
Покровский собор, начало XX века

В 1726 году по инициативе епископа Белгородского Епифания Тихорского и генерал-губернатора Слободской Украины князя М. М. Голицына был учрежден Свято-Покровский мужской училищный монастырь с харьковским коллегиумом, первым высшим учебным заведением на Левобережье.
Покровская церковь при этом с 1729 года стала монастырской и коллегиумской. Храм отремонтировали, украсили и обеспечили церковной утварью.
В восточном алтарном окне находился герб Российской Империи, а в нижней половине стекла металлические буквы: Б. М. Е. Т. Е. Б. О., то есть «Божией милостью Епифаний Тихорский, епископ Белгородский и Обоянский»
В 1732 году на колокольне установили колокол весом 1,6 тонны.
В 1799—1846 годах Покровский собор был кафедральным собором Харькова.
В течение XIX и начала XX века в церкви велись работы по его украшению, ремонту и благоустройству.
В 1920-е собор был закрыт и вскоре стал разрушаться. В 1950-е была предпринята попытка его косметического ремонта.
В 1992 году храм вместе с архитектурным комплексом Свято-Покровского монастыря вернули Украинской православной церкви.

## Символ города
- Собор стал десятым из двенадцати символов Харькова[2].